# Mỹ Luông
Mỹ Luông is een thị trấn in het district Chợ Mới, een van de districten in de Vietnamese provincie An Giang in de Mekong-delta. Mỹ Luông ligt op de westelijke oever van de Hậu.